# Игра с нулева сума
Игра с нулева сума (на английски: zero-sum game) или антагонистична игра е понятие от теория на игрите и икономическата теория, с което се дава математически израз на ситуация в некооперативна игра, в която печалбата или загубата на стойност за всеки участник (играч) точно се уравновесява със загубите или печалбите, съответно, на другите участници. Ако общите печалби на участниците се сумират и от тях се извадят общите загуби, сумата им ще бъде нула, т.е. свойството на този вид игра (ситуация) е, че, ако един печели, друг задължително ще губи.
Например, при разделяне на една торта, вземането от страна на един участник на по-голямо парче ще намали количеството торта за другите участници и това е пример за игра с нулев резултат, ако всички участници ценят всяко парче торта по един и същ начин. За отбелязване е, че тортата не може да увеличи обема си чрез преговори между играчите. Други примери за игри с нулева сума в ежедневието включват игри като шахмат, покер, спортен бридж, където един човек печели, а друг губи, което води до нулева нетна полза за всеки играч. На пазарите и финансовите инструменти фючърсните договори и опции също са игри с нулева сума.
За сравнение, игрите с ненулева сума (на английски: non-zero-sum) описват ситуации, в които взаимодействащите си играчи реализират печалби и загуби, които сумарно могат да са повече или по-малко от нула. Игрите с нулева сума още се наричат строго конкурентни игри, докато игрите с ненулева сума могат да са основани както на конкуренцията, така и на сътрудничеството. Игрите с нулева сума най-често се решават с използване на минимаксната теорема, която е тясно свързана с двойствеността в линейното програмиране или с равновесието на Наш. Всеки резултат от такава игра е оптимален по Парето, а като цяло игри, в които стратегиите за решение са оптимални по Парето, се наричат „конфликтни игри“. Дилемата на затворника е класическа игра с ненулева сума. 
Формално една антагонистична игра може да бъде представена чрез тройка {\displaystyle <X,Y,F>}, където {\displaystyle X} и {\displaystyle Y} са наборите от стратегии съответно на първия и втория играч; {\displaystyle F} е функцията за изплащане на първия играч, която присвоява на всяка двойка стратегии (ситуации) {\displaystyle (x,y),x\in X,y\in Y} реално число, съответстващо до полезността на първия играч при прилагането на тази ситуация. Тъй като интересите на играчите са противоположни, функцията {\displaystyle F} едновременно представлява загубата на втория играч.
Исторически игрите с нулева сума са първият клас математически модели на теория на игрите, с които е описан хазартът. Смята се, че тази тема на изследване е мястото, където теорията на игрите е получила името си. В наши дни антагонистичните игри се считат за част от по-широкия клас некооперативни игри.